# Alto (Piemont)
Alto (piemontiul: Àuto vagy Òto) település Olaszországban, Piemont régióban, Cuneo megyében. Lakosainak száma 149 fő (2023. január 1.). Alto Caprauna, Nasino, Ormea és Aquila d’Arroscia községekkel határos.

## Népesség
A település népességének változása:
| Lakosok száma | 126  | 130  | 149  |
|               | 2017 | 2018 | 2023 |